# Rhamphomyia mariobezzii
Rhamphomyia mariobezzii is een vliegensoort uit de familie van de dansvliegen (Empididae). De wetenschappelijke naam van de soort is voor het eerst geldig gepubliceerd in 2001 door Bartak.